# Обсерватория Вюрцбургского университета
Обсерватория Вюрцбургского университета — университетская астрономическая обсерватория, основанная в 1937 году в Вюрцбурге (Бавария, Германия) при Вюрцбургском университете.

## История обсерватории
Обсерватория Вюрцбургская обсерватория основана под руководством астрономического института Вюрцбургского университета.

## Направления работ
- Астрометрия и поиск новых астероидов
- Наблюдения комет

## Основные достижения
- Открытие астероида de:(1440) Rostia - ?
- За 1938 - 1944 годы было опубликовано 1550 астрометрических измерений астероидов

## Адрес обсерватории
- Вюрцбургского университет - ?

## Известные сотрудники
- de:Otto Volk